# Always Sometimes Monsters
Always Sometimes Monsters est un jeu vidéo de type RPG développé par Vagabond Dog et édité par Devolver Digital, sorti le 21 mai 2014 sur Windows, le 10 janvier 2015 sur Mac et Linux ainsi que le 28 mai 2015 sur iOS et Android.
Le jeu met en scène un écrivain sans le sou qui doit réussir à obtenir de l'argent pour rejoindre l'amour de sa vie avant son mariage. Les choix moraux sont au centre du gameplay.
Le jeu a été développé avec le moteur RPG Maker VX Ace et a connu une suite intitulée Sometimes Always Monsters (en) sorti en 2020.

## Système de jeu
Le jeu commence par une séquence où un homme de main et son patron discutent dans la rue. Leur discussion est interrompue par une personne anonyme qui leur propose d'écouter son histoire, ce que les deux autres personnages acceptent (bien qu'ils ne soient pas vraiment d'accord au début). Puis une séquence narrative présente les personnages qui pourront être incarnés et leurs âmes-sœurs. Vous pouvez incarner un personnage hétérosexuel ou homosexuel, tout dépend de votre choix. Puis le jeu commence à vraiment raconter son histoire, à travers des fenêtres de texte accompagnées de portraits des personnages. C'est en regardant les dialogues que vous pouvez faire votre choix. Ces mêmes choix auront des conséquences sur la destinée future de votre personnage et sur le déroulement de l'histoire.
Vous pouvez vous déplacer comme bon vous semble, explorer les différents environnements, parler aux PNJ et trouver les moyens de gagner de l'argent pour progresser jusqu'à la prochaine ville. Il vous sera souvent proposé de prendre des petits boulots répétitifs et qui ne vous rapporteront pas beaucoup d'argent mais légaux ou alors de transgresser une forme de moralité. Le jeu s'arrête quand la limite de 30 jours est dépassée. Selon que votre personnage explore son environnement pendant la matinée, le jour et la nuit, les évènements et activités seront différentes. La composante clé du jeu est que vous devez bien savoir comment répartir votre temps.

## Accueil
Le jeu reçut des critiques positives.
- Canard PC : 6/10[1]
- Eurogamer : 9/10[2]
- Gameblog : 8/10[3]
- Gamekult : 6/10[4]
- Joystiq : 8/10[5]
- PC Gamer : 8/10[6]
- Polygon : 9/10[7]

## Suite
Une suite, Sometimes Always Monsters, est sortie le 2 avril 2020.